# چهارشنبه‌سوری

چهارشنبه‌سوری یکی از آیین‌ها و جشن‌های ایرانی است که در شبِ آخرین چهارشنبهٔ سال (از غروب سه‌شنبه) برگزار می‌شود و برافروختن و پریدن از روی آتش مشخصهٔ اصلی آن است. این جشن، نخستین جشن از مجموعهٔ جشن‌ها و مناسبت‌های نوروزی است که با برافروختن آتش و برخی رفتارهای نمادین دیگر، به‌صورت جمعی در فضای باز برگزار می‌شود.
در مورد واژهٔ «سوری» در ترکیبِ نامِ جشنِ سوری / چهارشنبه‌سوری دو نگر وجود دارد: برخی «سور» را در معنایِ جشن، شادمانی، نشاط و عیش گرفته‌اند و نظرِ دیگر و درست این است که «سوری» را به معنایِ سرخ می‌دانند؛ چون در این جشن آتشِ سرخ افروخته می‌شود واژهٔ سوری پهلوی و SŪR به معنیِ سرخ است. سول به معنای خورشید sul هم از همین خانواده است در زبانِ فارسی گُلِ سوری به معنیِ گُلِ سرخ یا سُهروَردی (گل سرخ) ورد به معنی گل است که البته از برگ تغییر آوایی یافته است که در همگی سور از همین ریشه است نظرِ دوم پذیرفتنی تر است؛ زیرا نامِ نخستِ این مراسم «جشنِ سوری» بوده است و واژه چهارشنبه بعدها واردِ این نام شده است؛ اما با گذشت زمان برخی شواهد و قراین موجود، مانند رواج تلفظ چارشمبه سُرخی در شهر اصفهان و استفاده از واژهٔ سور به‌جای سرخ در بسیاری از گویش‌های رایج در فلات ایران، صحت دیدگاه دوم را تقویت می‌نماید؛ شایان ذکر است دو واژهٔ سور و سُهر، که از نظر تلفظ شباهت زیادی به واژهٔ سرخ دارند، در گویش‌های لری، بختیاری و زبان کردی به معنای سرخ به کار می‌روند، مانند گل سوری و سُهروَرد به‌معنای گل سرخ.
نام‌های محلی این جشن عبارتند از: چارشُمبه سُری (نیشابور) گول چارشَمبه (اردبیل)، گوله-گوله چارشمبه (گیلان و طالشان]])، کوله چوارشمبه (کردستان)، چوارشمبه-کولی (قروه)، و چارشمبه-سُرخی (اصفهان).

## پیشینه

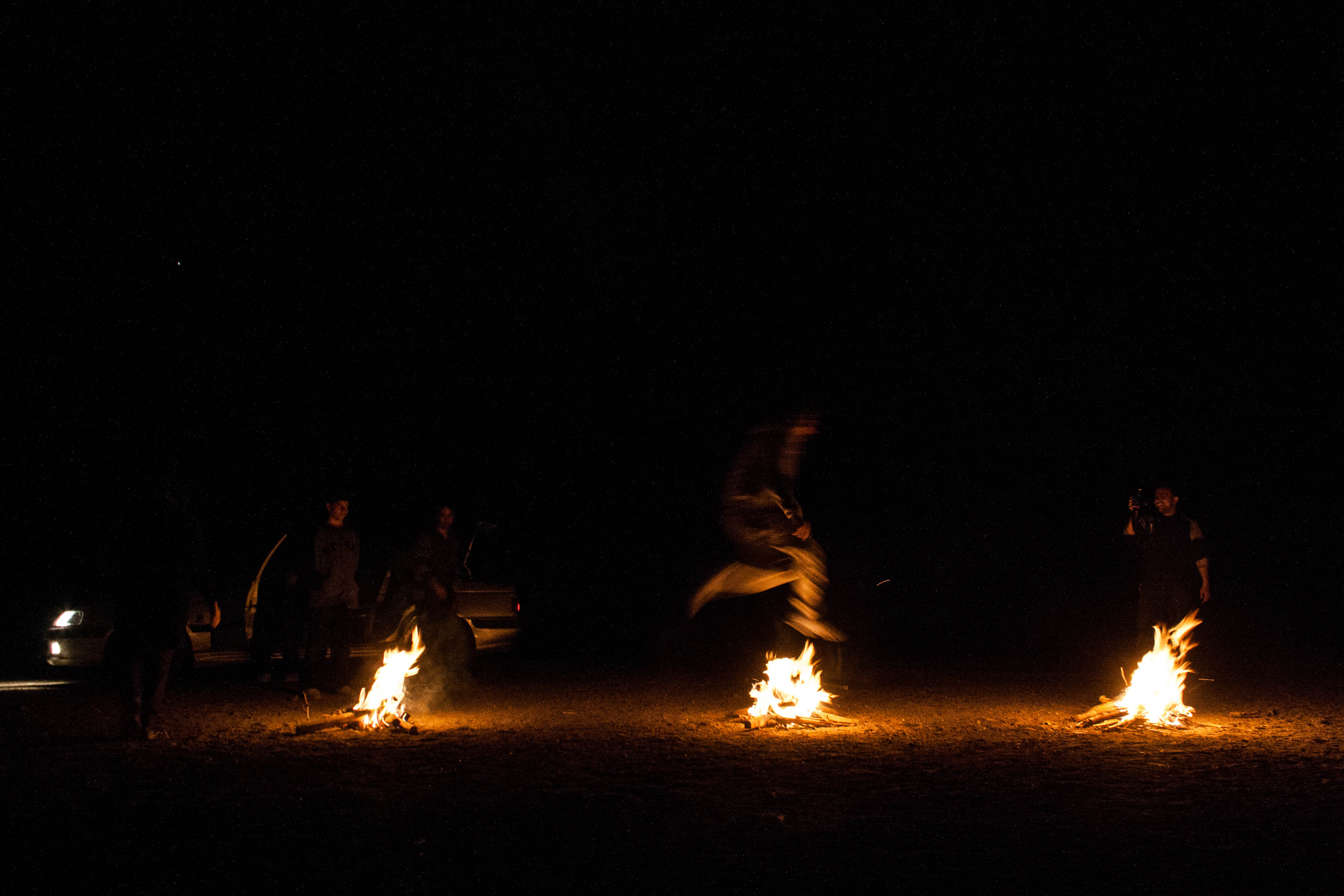
چهارشنبه سوری، تهران ۱۳۹۳

به‌گفتهٔ ابراهیم پورداوود، با توجه به نقشِ پررنگِ آتش در فرهنگِ ایرانِ باستان، شاید جشن‌گرفتنِ همچین مناسبتی مربوط به جشن‌های شش‌روزهٔ پایانِ سالی (گاهنبارِ هَمَسْپَتْمَدَم) باشد که پس از اصلاح تقویم در زمان اردشیر نخستِ ساسانی برگزار می‌شدند. براساس باورِ زرتشتیان، در این گاهنبار، فروهرها و روانِ درگذشتگان بر زمین نازل می‌شوند. اما کارهایی مانند پریدن از روی آتش که طبق آیین زرتشت، توهین به آتش محسوب می‌شوند، باید در دورانِ پسااسلامی تکوین یافته باشند. همچنین انتخابِ صِرفِ روزِ چهارشنبه در این مناسبت، احتمالاً ناشی از ورودِ اندیشهٔ نحس‌پنداریِ این روز از فرهنگ عرب‌های فاتح به فرهنگِ بومیانِ فلاتِ ایران باشد. احتمال دیگر این است که چهارشنبه‌سوری بازمانده و شکل تحول‌یافته‌ای از جشن سده باشد، که (به نظر نویسندگان دانشنامهٔ جهان اسلام) احتمال بعیدی است.
در قدیمی‌ترین اشاره به «شب سوری» در قرن چهارم در تاریخ بخارا اشاره‌ای به روز چهارشنبه نیست ولی از لفظ «عادت قدیم» استفاده شده است که نشان‌دهندهٔ پیشینهٔ این جشن است:
و چون امیر منصور بن نوح به مُلک بنشست، اندر ماه شوال سال سیصد و پنجاه، به جوی مولیان، فرمود تا آن سرای را دیگر بار عمارت کردند و هر چه هلاک و ضایع شده بود بهتر از آن به حاصل کردند. آنگاه امیر به سرای بنشست و هنوز سال تمام نشده بود که چون شبِ سوری چنان‌که عادت قدیم است، آتشی عظیم افروختند. پاره‌ای از آن بجست و سقف سرای درگرفت و دیگر باره جمله سرای بسوخت.
این فرض که برافروختن آتش در این روز بازماندهٔ سنت اعلان سال نو با آتش‌افروزی بر بام‌هاست و پریدن از آتش، یادمان عبور سیاوش از آتش است نیز مطرح بوده است. از سوی دیگر چون در برخی منابع از نحوست روز چهارشنبه سخن رفته، ممکن است ابداع چهارشنبه‌سوری یا تحول آن به صورت فعلی در قرون اولیهٔ اسلامی رخ داده باشد. همچنین گفته شده که چهارشنبه‌سوری به مناسبت بزرگداشت یاد قیام مختار ثقفی به خون‌خواهی حسین بن علی در ۶۶ هجری در کوفه بوده است که در روز چهارشنبه‌ای آغاز گردید و برای اعلان این قیام، یاران مختار بر پشت بام‌های خانه‌های خود آتش افروختند. برخی مردم نیز عقیده دارند که برافروختن آتش به‌نشانهٔ پیروزی مختار بر قاتلان حسین بن علی است، اما این پیشینه توسط شواهد تاریخی تأیید نمی‌شود. همچنین گزارش شده است که ابومسلم خراسانی برای آغاز قیامش در خراسان، به پیروانش دستور داده‌بود تا بر پشت بام‌هایشان آتش روشن کنند. به‌گفتهٔ ابوریحان بیرونی، هرمزد یکم، شاهنشاه ساسانی، دستور داده‌بود در نوروز، مکان‌های مهم را با آتش پاکیزه کنند زیرا معتقد بود که عناصر ناسالم در هوا وجود دارند.
در عین حال، ریشه‌ای غیرآیینی برای چهارشنبه‌سوری نیز قابل بررسی است: برافروختن آتش که کاربردهای بهداشتی و خاصیت گندزدایی داشته، احتمالاً جزوی از برنامه‌های نظافت عمومی پیش از آغاز سال جدید بوده، به‌ویژه اینکه دور انداختن و شکستن کوزه‌های قدیمی و مصرف شده در طول سال نیز از رسوم رایج در چهارشنبه‌سوری بوده است. با وجود مشابهت‌های آداب و رسوم رایج در چهارشنبه‌سوری و جشنی به نام آخری‌چهارشنبه که در آخرین چهارشنبهٔ ماه صفر از تقویم قمری به‌ویژه در هند و پاکستان برگزار می‌شود، بعید است‌که این جشن چنان‌که پنداشته شده است، دگردیسیِ چهارشنبه‌سوری در نتیجهٔ فشار و سخت‌گیری علمای متشرع بوده باشد، زیرا دست‌کم می‌دانیم که در روزگار اقتدار کامل علما و فقهای شیعه در عصر صفوی نیز این جشن به‌طور آشکار و عمومی برگزار می‌شده است و از این‌رو به نظر نمی‌رسد که این رسم هیچ‌گاه عملاً ممنوع گردیده باشد.
آدام اولئاریوس در سفرنامه خود هنگامی که در شماخی بود مراسم چهارشنبه سوری در ایران دوره صفوی را چنین توصیف می‌کند: «روز سوم مارس ۱۶۳۷ مصادف با چهارشنبه سوری ایرانی‌ها بود، یعنی آخرین چهارشنبه سال که به عقیده آن‌ها بدترین روزهای سال بشمار می‌رود و بنابر آنچه که از پیشینیان آن‌ها روایت شده و خودشان تجربه کرده‌اند در این روز هیچ ایرانی شانس نداشته و روز خوبی برای هیچ‌کس بشمار نمی‌رود و به همین جهت بیشتر مردم دست از کار می‌کشند و دکان‌ها را می‌بندند، از خانه کمتر خارج شده و حتی المقدور کمتر حرف می‌زنند و سعی می‌کنند به کسی پول ندهند زیرا عقیده دارند هر کاری را که در این روز بکنند، تا آخر سال خواهند کرد. و به همین علت پولدارها تمام روز را نشسته و پول‌های خود را می‌شمارند و با آن بازی می‌کنند. عده‌ای هم کوزه‌های خود را برداشته و از خانه خارج می‌شوند و بدون آنکه به کسی حرف بزند و به جایی نگاه کنند، به خارج شهر رفته و کوزه را از آب پر کرده و آن را می‌آورند و به خانه و اتاق‌های خود می‌باشند و عقیده دارند که چون آب صاف و پاک است، پلیدی‌ها و بدبختی‌ها را از خانه شسته و با خود می‌برد اگر در راه به یک دوست و آشنا برسند قدری از آب کوزه را هم به او پاشیده یا آب کوزه را روی سرش خالی می‌کنند تا بدبختی‌هایش شسته شده و از بین برود ولی این کار باید بدون هیچ حرف و سخنی انجام شود تا مؤثر واقع گردد. نوجوانان و جوانان نیز در این روز سرگرمی‌ها و تفریحات خاصی دارند، عده‌ای از آن‌ها دنبک‌هایی را زیر بغل گذاشته و کنار رودخانه در خارج شهر رفته و دنبک را با نواختن دست بر روی آن به صدا درمی‌آورند. عده‌ای هم وارد رودخانه شده و در حالی‌که آب تا زانوی آن‌ها آمده است، دیگران را به داخل آب می‌کشند و کوزه‌هایشان را می‌شکنند. این قبیل جوانان را پرنده بدبختی می‌نامند و عقیده دارند هر کس بتواند فارغ از مزاحمت آن‌ها لب رودخانه رفته و کوزه را آب کرده و تا خانه خود بیاورد بدون شک در طول سال از بدبختی نجات خواهد یافت. به همین جهت هم عده‌ای صبح زود برای آب آوردن می‌روند تا از گزند این مزاحمین مصون باشند یا اگر آن‌ها را در راه دیدند، کوزه خود را زیر لباسشان پنهان می‌کنند. این مراسم معمولاً تا ظهر روز چهارشنبه سوری انجام می‌شود و از ظهر به بعد نحوست آن روز تمام شده و مردم از خانه‌ها خارج گردیده و پی‌کار خود می‌روند».

### در آیین زرتشتی
کتایون مزداپور، نویسنده و پژوهشگر زرتشتی، دربارهٔ ارتباط چهارشنبه‌سوری با آیین زرتشتی چنین می‌نویسد:

جشن‌ها و آیین‌های ایرانی به همه ایرانیان تعلق داشته‌اند و دارند. بسیاری از آن‌ها به دوران پیش از مهاجرت آریاییان به این سرزمین بازمی‌گردند و خیلی از آن‌ها هرگز زرتشتی نبوده‌اند، مثل چهارشنبه سوری.

## محیط زیست
استفاده از مواد محترقه و آتش‌زای خطرناک، به محیط زیست آسیب وارد می‌کند. سوزاندن لاستیک‌ها و مواد پلاستیکی نیز باعث تولید گازهای مضر مانند مونوکسید کربن، دی‌اکسید نیتروژن، دیوکسین و فوران می‌شود که می‌توانند سرطان‌زا و بسیار آلاینده باشند. آلودگی صوتی ناشی از این مواد نه تنها برای انسان‌ها آزاردهنده است، بلکه بر رفتار طبیعی حیوانات نیز تأثیر می‌گذارد و باعث فراری دادن پرندگان از محل‌های زادآوری‌شان می‌شود.

## اعتراضات جنبش سبز

### اعتراضات جنبش سبز در چهارشنبه سوری ۱۳۸۸
اعتراضات جنبش سبز، اعتراضاتی بود که در ۲۶ اسفند ۱۳۸۸ هم‌زمان با چهارشنبه‌سوری توسط هواداران جنبش سبز صورت گرفت.

### اعتراضات جنبش سبز در چهارشنبه‌سوری ۱۳۸۹
اعتراضات جنبش سبز در چهارشنبه‌سوری ۱۳۸۹، اعتراضاتی بود که در ۲۴ اسفند ۱۳۸۹ هم‌زمان با چهارشنبه‌سوری توسط هواداران جنبش سبز صورت گرفت.
هم چنین یکی از معترضان به نام بهنود رمضانی در تهرانپارس تهران در این روز کشته شد.

## آیین‌ها
چهارشنبه‌سوری با آیین‌ها و جشن‌های متعددی در سراسر منطقه ایران فرهنگی برگزار می‌شود که دارای مشابهت‌های زیادی با هم هستند. مهمترینِ این آیین‌ها جمع‌آوری خار و خاشاک یا توده‌های سوختنیِ دیگر و افروختن آتش است، اما در بعضی زمان‌ها و بعضی نقاط آیین‌های دیگری مانند کوزه شکستن، فال گرفتن و بخت‌گشایی هم مرسوم بوده است.

### آتش‌بازی

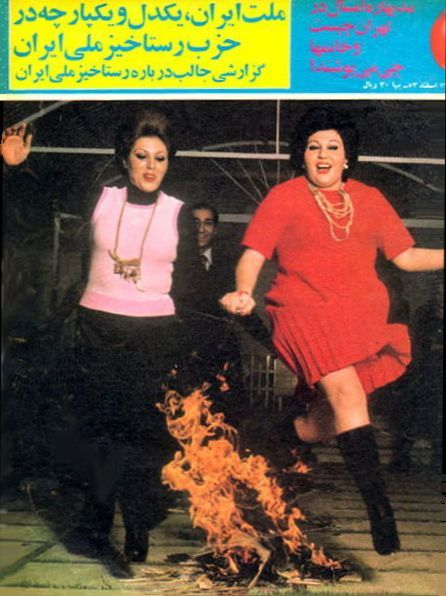
هایده و مهستی در حال پرش از آتش در آیین چهارشنبه‌سوری

محمدرضا شاه پهلوی درحال پریدن از روی آتش در جشن چهارشنبه‌سوری در کاخ سعد آباد تهران

مشخصه اصلی چهارشنبه‌سوری، برافروختن آتش و پریدن از روی آن در آخرین چهارشنبه سال خورشیدی است. یکی دو روز قبل از چهارشنبه‌سوری، مردم برای گردآوری هیزم، بوته و امثال آن به بیرون از شهر می‌روند. ماده سوختنی آتش چهارشنبه‌سوری، گاهی از ضایعات کشاورزی همان منطقه (مثلاً در خور برگ خرما یا در گیلان ساقه برنج) تأمین می‌شود. محل برافروختن آتش پشت بام، حیاط خانه، میدان روستا یا خیابان‌های شهر است. کومه‌های آتش در تعداد فرد (یک، سه، پنج یا هفت کومه) و به فاصله چند متری از هم چیده می‌شود. آتش‌افروزی در زمان غروب آفتاب یا بعد از آن انجام می‌شود و مردان، زنان، و کودکان از روی آن می‌پَرَند و «سرخی تو از من، زردی من از تو» (یا در بعضی شهرها، شعری محلی با مضمونی مشابه) می‌خوانند. برخی بر این باورند که این کار آنها را از بیماری و زردرویی در سال بعد مصون می‌کند. آتش را بعد از مراسم وامی‌گذارند تا خود به خود خاموش شود یا آن را با آب خاموش می‌کنند. در روستاهای خراسان هنگام پریدن از آتش می‌خوانند: «آلا به‌در بلا به‌در، دزدخیزا از دها به‌در»، به این نیت که از شر آل، بلا و دزد در امان بمانند.
اگر مراسم در حیاط برگزار شد، خاکستر آتش را یکی از اعضای خانواده، معمولاً یک دختربچه، برمی‌دارد و به چهارراهی که محل انباشت خاکسترهاست می‌برد. در برگشت به خانه، در می‌زند و اهالی خانه می‌پرسند «کیست؟»، می‌گوید «منم»، می‌پرسند «از کجا می‌آیی؟»، پاسخ می‌دهد «از عروسی» و بازمی‌پرسند «چه آورده‌ای؟» و وقتی پاسخ می‌دهد «سلامتی»، در به روی او می‌گشایند.
احمد فریقی، پژوهشگر هنر، در سال ۱۳۵۶ گزارش کرده است که مردم کردستان در شب چهارشنبه‌سوری آتش روشن نمی‌کنند و رسوم آتش‌افروزی و آتش‌بازی در شب نوروز انجام می‌شود. اما سیروس معروفی، هنرمند و مورخ کردستانی، در سال ۱۳۷۹ گزارش کرده است که مردم کرد در شب چهارشنبه‌سوری در خارج از خانه خود آتش روشن می‌کنند و خاکستر آن را در کوزه شکسته‌ای جمع می‌کنند و به یک خرابه می‌اندازند.
مراسمی مشابه با چهارشنبه‌سوری در نزد ارمنیان ایران با نام دِرندِز در ۱۴ فوریه برگزار می‌شود که شامل پریدن از روی آتش است.
تا قبل از سال ۱۳۰۰، در این شب مردان تیراندازی هوایی می‌کردند. اما از این سال به بعد که نگهداری اسلحه ممنوع شد، ترقه‌بازی متداول گشت.

### فال گرفتن
یک روش فال گرفتن در چهارشنبه‌سوری، فال گرفتن با بولونی است. بولونی نوعی کوزه دهان‌گشاد کوچک است که در قدیم برای نگهداری ترشی، ادویه و مربا به کار می‌رفت. فال گرفتن با بولونی جنبه تفریح و سرگرمی داشته است. برای این کار، جوانان گرد هم می‌آیند و هر یک، پوشیده از چشم دیگران، شیء یا نشانه‌ای از خود را به درون بولونی می‌اندازد. همچنین اشعار مختلفی را هم بر روی کاغذ می‌نویسند و درون بولونی می‌اندازند. سپس دختربچه‌ای دست در بولونی می‌کند و شعری را بیرون می‌آورد و می‌خواند و سپس شیئی را از آن بیرون می‌آورد که نشان می‌دهد شعرِ خوانده شده، فالِ صاحب آن شیء بوده است. در اصفهان یک آینه کوچک و یک سرمه‌دان هم در بولونی می‌اندازند و به جای نوشتن اشعار، از دیوان حافظ فال می‌گیرند.
نوع دیگری از فال گرفتن در چهارشنبه‌سوری، فال‌گوش است؛ که در آن دختران جوان نیت می‌کنند، پشت دیواری می‌ایستند و به سخن رهگذران گوش فرا می‌دهند و سپس با تفسیر این سخنان پاسخ نیت خود را می‌گیرند. سعید نفیسی گزارش کرده است که در زمان او نوع دیگری از فال گرفتن نیز در زنجان متداول بوده است که در آن جوانان از دودکش، طنابی را وارد خانه دیگران می‌کنند تا صاحب خانه اولین چیزی را که دم دست دارد بر آن ببندد. شیئی که به طناب بسته می‌شد را به عنوان فال خود تعبیر می‌کردند؛ مثلاً اگر شیرینی بود، آن را نشانه شیرین‌کامی می‌دانستند.

### کوزه‌شکنی
در بیشتر شهرهای ایران پس از پریدن از روی آتش، کوزه‌ها را می‌شکنند؛ احتمالاً ریشه این آیین، این باور خرافی قدیمی است که کوزه بدیمنی را جذب می‌کند و با شکستن کوره، بدیمنی‌ها هم از بین می‌رود. این رسم در شهرهای مختلف با تفاوت‌های جزئی انجام می‌شود. در تهران یک یا چند سکه درون کوزه می‌گذارند و از بالای بام (یا در زمان قدیم از بالای نقاره‌خانه) به پایین پرتاب می‌کنند تا بشکند. در خراسان علاوه بر سکه، مقداری زغال و نمک هم در آن قرار می‌دهند و قبل از پرتاب کوزه، آن را دور سر خود می‌گردانند. در این منطقه همچنین در هنگام شکستن کوزه می‌خوانند: «درد و بلای خَنِه رِ، رِختَم به توی کوچه». در اراک و آشتیان در کوزه دانه‌های جو می‌ریزند. در شرق و جنوب‌شرق ایران، معمولاً به‌جای کوزه‌های نو، کوزه‌های مستعمل را می‌شکنند.
این سنت احتمالاً بر یک اصل بهداشتی نیز متکی بوده است، زیرا ایرانیان قدیم بر این باور بوده‌اند که ظروف سفالین را بیش از یکسال در خانه نباید نگاه داشت و چون ظروف سفالین لعاب ندارند و قابل شستشو نیستند و اگر یک سال استفاده شوند، آلوده و غیربهداشتی می‌شوند و استفاده بیشتر از آنها جایز نیست. پس آنها را باید شکست و دور انداخت.

### قاشق‌زنی
در این رسم دختران و پسران جوان، چادری بر سر و روی خود می‌کشند تا شناخته نشوند و به در خانهٔ دوستان و همسایگان خود می‌روند. صاحبخانه از صدای قاشق‌هایی که به کاسه‌ها می‌خورد به در خانه آمده و به کاسه‌های آنان آجیل چهارشنبه‌سوری، شیرینی، شکلات، نقل و پول می‌ریزد.
آیین قاشق‌زنی احتمالاً نشات گرفته از این عقیده است که ارواح نیک درگذشتگان در رستاخیز آخر سال به میان زندگان بازگشته و به شکل افرادی که رویشان پوشیده است به خانه بازماندگان سر می‌زنند و زندگان برای یادبود و برکت به آنان هدیه‌ای می‌دهند.
در زند اوستا آمده است که پنج روز آخر سال تا روز پنجم فروردین اورمزد دوزخ را خالی می‌کند و ارواح رها می‌شوند. قاشق زنی استفادهٔ ارواح از زبان بدنی به جای زبان گفتاری است.
همچنین نفیسی از پختن آشی با نام «آش بیمار» یا «آش زین‌العابدین بیمار» یاد کرده است که در شب چهارشنبه‌سوری به نیت شفای بیماری در خانه پخته می‌شد و نحوه گردآوری مواد آن به مراسم قاشق‌زنی شبیه بود؛ به این ترتیب که فردی که قصد پختن این آش را داشت، ظرف مسینی برمی‌داشت و به در خانه همسایگان می‌رفت و با قاشق به ظرف می‌زد و با این کار بدون این که شناخته شود، از همسایه می‌خواست چیزی که برای پختن آش کاربرد دارد (مانند آرد یا حبوبات) یا مقداری پول در آن بیندازد. هرچه در ظرف ریخته می‌شد باید برای پختن آش به کار می‌رفت و اگر چیزی اضافه می‌ماند، به فقیران داده می‌شد. باور بر این بود که این آش قدرتی شفادهنده دارد. در خراسان مراسم مشابهی برگزار می‌شده است، با این تفاوت که لزومی به پختن آش وجود نداشت و هر نوع غذایی می‌شد با آن طبخ کرد. همچنین در خراسان اگر صاحبخانه خودش در خانه بیمار داشت یا کسی از اعضای آن خانه به سفر رفته بود، با گفتن «ناخوش داریم» یا «سفری داریم» از دادن مواد غذایی امتناع می‌کرد چون این کار را مایه نحوست می‌دانست.

### بخت‌گشایی و گره‌گشایی
به گفته نفیسی، یکی از سنت‌های چهارشنبه‌سوری برای حل مشکلات، این است که مرد یا زنی، گوشه‌ای از لباس یا چارقد خود را گره می‌زند و در خیابان از نخستین عابر می‌خواهد که آن گره را بگشاید، یا گاهی از قفل کوچکی استفاده می‌کنند و کلید آن را به نخستین عابر می‌دهند تا آن را باز کند. این کار به نیت باز شدن گره از کارهای فروبسته انجام می‌شود. در بعضی از شهرها، دختر آینه کوچکی همراه خود دارد و همین که عابر قفل را باز کرد، خودش را در آینه نگاه می‌کند و می‌خندد و خندان به خانه بازمی‌گردد. گاهی دختر قبل از بازگشت به خانه، از یکی از آقایان رهگذر سؤالی گذرا می‌پرسید (مثلا فلان خیابان کجاست؟) و تصور بر این بود که داماد آینده همکار و هم‌صنف آن رهگذر خواهد بود. او گزارش می‌کند که سنتی مشابه در زنجان رایج بود که دختران دم بخت هفت گره به جامه خود می‌زدند و به آب‌انبار می‌رفتند و پسربچه‌ای این گره را از جامه آنان باز می‌کرد. به گزارش شکورزاده مراسم مشابهی نیز در خراسان مرسوم بود که در آن دختران دم بخت با کوزه و قیچی به لب جوی می‌رفتند و بعد از پر کردن کوزه از آب، یکی از همراهان دو انگشت شست آنان را با نخ می‌بست و پنهان می‌شد تا عابری از راه برسد و با قیچی نخ را ببُرد و بگوید «بستگی بختت را بریدم». آن‌گاه دختر با کوزه آب به خانه برمی‌گشت و هفت بار دور حیاط می‌چرخید و می‌گفت: «بختم باز شد».
توپ مروارید، توپ جنگی بزرگی بود که به مدت یکصد سال در میدان ارگ تهران قرار گرفته بود. در تهران قدیم این رسم متداول شده بود که در شب‌های چهارشنبه‌سوری، دختران دم بخت یا زنانی که حاجتی داشتند، از صفه میدان بالا می‌رفتند، در کنار آن می‌نشستند و از زیر آن رد می‌شدند. در شیراز و تبریز هم توپ‌های جنگی وجود داشت که مراسمی شبیه به توپ مروارید در تهران در آنها برگزار می‌شد.
در زمانی که دکان کوزه‌گری در شهرها وجود داشت، یک رسم بخت‌گشایی دیگر این بود که دختران با هفت گردو به دکان کوزه‌گری می‌رفتند و روی چرخ کوزه‌گری می‌نشستند و هفت دور می‌چرخیدند و هر دور، یکی از گردوها را می‌شکستند.
یکی دیگر از رسومی که مورد اشاره نفیسی است، ریختن آب دباغ‌خانه بر سر، به نیت ایجاد گشایش در کارهاست. فریقی گزارشی از چگونگی اجرای این رسم در کردستان ارائه کرده است. در شهرهای کردستان دختران برای پر کردن ظرف آب به زمین‌های اطراف دباغ‌خانه مراجعه می‌کنند و قبل از پر کردن آن، یک زرده تخم مرغ می‌خورند.
بعضی از کارها برای برگرداندن چشم زخم (مانند اسپند دود کردن و سوزاندن زاج) نیز در چهارشنبه‌سوری انجام می‌شود که اختصاص به این روز ندارد. در کردستان یک روش مرسوم برای دور کردن چشم‌زخم این است که مقداری نمک در نان پیچیده می‌شود و در کنار خانه قرار می‌گیرد.

### خوردنی‌ها
سعید نفیسی در توصیف آیین‌های چهارشنبه‌سوری به آجیل نذری یا آجیل مشکل‌گشا اشاره می‌کند. البته آن را جزو آداب خاص چهارشنبه‌سوری نمی‌داند اما کسانی که به آن باور دارند، این نذر را در چهارشنبه‌سوری هم ادا می‌کنند. در خراسان آجیلی مخصوص چهارشنبه‌سوری وجود دارد که نمک ندارد و خوردن آن را مایه شگون می‌دانند. در کردستان نیز بو دادن و خوردن گندم، کنجد، نخود و عدس مرسوم بوده است.
خراسانی‌ها در شب چهارشنبه‌سوری غذایی به نام «چهاررنگ‌پلو» می‌پزند که متشکل از رشته‌پلو، عدس‌پلو، زرشک‌پلو و ماش‌پلو است.

### شال اندازی
آیین شال‌اندازی شال‌اندازی یکی دیگر از رسوم چهارشنبه سوری است که در بیشتر روستاها و شهرها رواج داشته و تاکنون نیز اعتبار خود را در شهرها و روستاهای همدان و زنجان و برخی نقاط دیگر حفظ کرده است. جوانان چندین دستمال حریر و ابریشمی را به یکدیگر گره زده، از آن طنابی رنگین بلند درست می‌کردند و از راه پلکان خانه‌ها یا از روی دیوار، آن را از روزنه دودکش وارد منزل می‌کنند و یک سر آن را خود در بالای بام در دست می‌گرفتند، آنگاه با چند سرفه بلند صاحبخانه را متوجه ورودشان می‌سازند. صاحبخانه‌ها که منتظر آویختن چنین شال‌هایی هستند، به محض مشاهده طناب رنگین، آنچه قبلاً آماده کرده، در گوشه شال می‌ریزند و گره‌ای بر آن زده، با یک تکان ملایم، صاحب شال را آگاه می‌سازند که هدیه سوری آماده است. آنگاه شال‌انداز شال را بالا می‌کشد. آنچه در شال است هم هدیه چهارشنبه سوری است و هم فال. اگر هدیه نان باشد آن نشانه نعمت است، اگر شیرینی نشانه شیرین کامی و شادمانی، انار نشانه کثرت اولاد در آینده و گردو نشان طول عمر، بادام و فندق نشانه استقامت و بردباری در برابر دشواری‌ها، کشمش نشانه پرآبی و پربارانی سال نو و اگر سکه نقره باشد نشانه سپیدبختی است و در برخی نقاط به نوعی خواستگاری غیرمستقیم بوده است در این مراسم پسری که قصد داشت با دختری ازدواج کند با این روش پاسخ از دختر می‌گرفتند.

## آیین‌های محلی

#### راین (کرمان)
در شهر راین واقع در استان کرمان مردم راین در شب چهارشنبه‌سوری شپش‌های خود را از نقاط مختلف بدن‌شان جمع‌آوری می‌کنند و آنها را در آتشی که درست کرده‌اند می‌ریزند و اعتقاد دارند که با انجام دادن این کار در سال آینده به شپش مبتلا نخواهند شد، این مراسم در شهر راین «شِپش‌سوزان» نام دارد.

#### خراسان

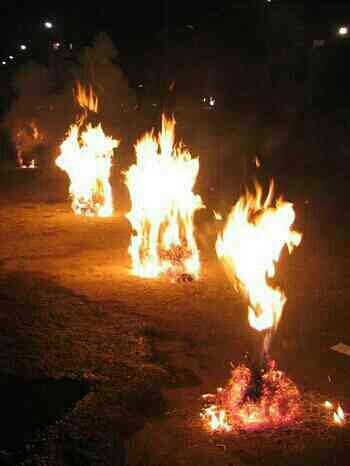
ایرانیان در شب چهارشنبه سوری گاه سه کپه آتش (به نشانه سه پند بزرگ ایرانیان باستان: اندیشه نیک و کردار نیک و گفتار نیک) یا هفت کپه آتش (به نشانه هفت امشاسپندان) فراهم می‌کنند

در استان خراسان و شهر مشهد و خراسان جنوبی مردم در قدیم در شب چهارشنبه سوری هیزم آتش می‌زنند. نام این هیزم‌ها عبارت است از چرخه، خار و اسپند. اسپند دود کردن یا اسپند (اسفنج) به داخل آتش ریختن از آداب مردم خراسان در تمام جشن‌ها و مناسبت‌ها است. در داخل آتش اسپند نمک می‌ریزند که حالت ترقه و انفجار دارد.
در خراسان رضوی و شهرهایی مانند سبزوار، گناباد، بیرجند و بجستان چند رسم دیگر هم هست از جمله انداختن یک گوی بزرگ در آتش. به این ترتیب که با هیزم یک گوی بزرگ درست می‌کردند و آن را آتش می‌زدند و از بلندی روی زمین پرتاب و هم‌زمان می‌خوانند «غم برو شادی بیا، محنت برو روزی بیا».
- رسم دیگر بسیاری از مناطق مراسم الفگی (alafeh) است. دقیقاً مشخص نیست الفگی از چه واژه ای است ولی ممکن است از الفت گرفته شده باشد بعضی گفته‌اند الفگی نام هدیه و خوراکی بوده است که پادشاهان برای پذیرایی از سفیران و همراهان آنان ارایه می‌کرده‌اند. این رسم ریشه در عقاید کهن مردم به‌ویژه خراسانیان دارد که معتقد بوده‌اند در چهارشنبه سوری روح مردگان آزاد است و به سوی اقوام خود می‌آید؛ بنابراین مردم برای خوشامد درگذشتگانشان، حلوا یا نوعی نان روغنی بنام چلپک یا نان غتاب (قطاب) و کلوچه و نان سرموکی را با یک کاسه آب روی پشت بام می‌گذارند. یک نان روغنی دیگر هم در روستاهای سبزوار می‌پزند و آن را در تمام روستا پخش می‌کنند و مردم با خوردن آن برای روح درگذشتگان فاتحه می‌خوانند. در حال حاضر مراسم الفگی در مساجد برگزار می‌شود و اکنون این روز قبل از سال نو انجام می‌شود امروزه روز قبل از سال نو یا همان روز نوروز صبح زود در مساجد جمع می‌شوند و هر فرد برای مرد تازه گذشته خود یک سفره الفگی می‌چیند که شبیه سفره نوروزی است (جشن سوری یا چهارشنبه سوری، مجله دریای پارس ۱۳۹۴)

علفه نام موادی بوده است که پادشاهان برای پذیرایی از سفیران و همراهان آنان مصرف می‌کرده‌اند. این رسم ریشه در عقاید کهن خراسانیان دارد که معتقد بوده‌اند در چهارشنبه سوری روح مردگان آزاد است و به سوی اقوام خود می‌آید؛ بنابراین مردم برای خوشامد درگذشتگانشان، حلوا یا نوعی نان روغنی بنام چلپک را با یک کاسه آب روی پشت بام می‌گذارند. یک نان روغنی دیگر هم در روستاهای سبزوار می‌پزند و آن را در تمام روستا پخش می‌کنند و مردم با خوردن آن برای روح درگذشتگان فاتحه می‌خوانند. البته رسم علفه در اغلب شهرهای خراسان از جمله شیروان هم جاریست. رسم دیگر مردم در غرب خراسان رضوی کوزه شکستن بوده است. مردم ظرف‌های کهنه و کوزه‌های جرم‌گرفته را به پشت بام می‌بردند و می‌شکستند. البته نوع دیگر این رسم این است که مقداری نمک به نشانه بدبختی و مقداری زغال به نشانه سیاه‌روزی و مقداری و یک سکه را به نشانه تنگدستی در یک کوزه می‌ریزند و کوزه را به یکی از اعضای خانواده می‌دهند که از بالای بام به کوچه بیندازد و بگوید: «درد و بلای خنه (خانه) را ریختم در کوچه». این سنت برای دفع بلاها از خانواده اجرا می‌شود و نشانه امید مردم به خوشبختی و موفقیت در سال آینده است.

### سیستان
«فلسفه چهارشنبه سوری در سیستان» مردم سیستان سیاوش یکی از مظلومترین چهره‌های شاهنامه می‌دانند که وقتی زنِ پدرش سودابه، به او دل بست هرگز به مکر نامادری گرفتار نشد… تااینکه این جسارت به گوش پدرش کیکاووس رسید و شدیداً مورد خشم او گردید. سیاوش از پدر خواست تا برای اثبات پاکی و بی‌گناهیش از هفت تونل آتش گذر کند و اگر سالم بیرون آمد، آن را دلیل بی‌گناهیش بدانند. این آزمون آتش در آخرین سه شنبه سال انجامید و او سرفرازانه بیرون آمد، به دستور پدر این روز جشن ملی شناخته شد.
وماهم واپسین سه‌شنبه را به یاد پاکی و انسانیت با پریدن از روی آتش جشن می‌گیریم.
از این رو در سیستان مراسم چهارشنبه سوری معمول بوده و آن را جشن گرفته، در این روز شاهنامه خوانی نیز نزد مردم سیستان معمول هست همچنین مردم سیستان در این روز آتش روشن می‌کنند.
همچنین مردم سیستان گونی، پتو، نمد و لباس‌های کهنه و قدیمی را به صورت گلوله‌هایی درمی‌آورند و آنها در آخرین چهارشنبه سال، آتش می‌زنند و معتقدند که نحوست
این شب با این کار از بین می‌رود.

#### تبریز
آتش‌بازی و گره‌گشایی از قدیم معمول بوده است. آتش افروختن در این اواخر متداول شده است. در گذشته به جای آتش افروختن و پریدن از روی آن صبح روز چهارشنبه کودکان و جوانان از روی آب روان پریده و جمله «آتیل ماتیل چرشنبه بختیم آچیل چرشنبه» را می‌گفتند. آجیل و میوه خشک خوردن از ضروریات است و ترک نمی‌شود اگر دوست یا مهمان و تازه‌واردی داشته باشند باید حتماً شب چهارشنبه‌سوری خوانچه‌ای از آجیل خام و میوه خشک برای او بفرستند.
در تبریز آب‌پاشی از بام خانه‌ها بر سر عابرین نیز رایج است که از آداب دوران ساسانیان بوده. در تبریز، مردم به چهارشنبه‌بازار می‌روند که با چراغ و شمع، به‌طرز زیبایی چراغانی شده است. هر خانواده یک آینه، دانه‌های اسفند، و یک کوزه برای سال نو خریداری می‌کنند. در برخی از بخش‌های ایران در روز بعد از چهارشنبه‌سوری، خانه‌تکانی آغاز می‌شود. در شیراز، مردم آش رشته می‌پزند و برای خانه‌های همدیگر ارسال می‌کنند.

#### خوزستان
خوزستان از نظر ترکیب قومی بسیار متنوع است. هر قومی آداب و رسوم خود را دارد که در زمان‌های خاصی از سال برگزار می‌شود و یکی از آنها چهارشنبه‌سوری است.
مهم‌ترین بخش برگزاری جشن چهارشنبه‌سوری در خوزستان، افروختن آتش و پریدن از روی آن در غروب این روز است. در گذشته مرسوم بوده که مردم در نزدیکی‌های غروب چهارشنبه‌سوری به صحرا بروند. آنها پس از ورود به صحرا شروع به جمع‌آوری بوته گیاهان خشک می‌کردند، سپس آن‌ها را آتش می‌زدند و از روی آتش می‌پریدند. هنوز در اغلب شهرهای استان مردم در غروب چهارشنبه‌سوری آتش می‌افروزند و به هنگام پریدن از روی آنها می‌گویند: «غم برو شادی بیا - محنت برو روزی بیا»!
قاشق‌زنی از آیین‌های ویژه چهارشنبه‌سوری در اهواز بود که بعد از مراسم آتش‌افروزی و بیشتر از سوی کودکان اجرا می‌شد. در این رسم کودکان پسر و دختر، چادری بر سر و روی خود می‌کشیدند تا شناخته نشوند. بعد به در خانهٔ دوستان و همسایگان خود می‌رفتنند. صاحبان خانه‌ها هم با شنیدن صدای قاشق‌ها که به کاسه‌ها می‌خورد در خانه را باز می‌کردند و در کاسه‌های آنان آجیل چهارشنبه‌سوری، شیرینی، شکلات، نقل و پول می‌ریختند.
در میان لرهای بختیاری خوزستان هم رسم «تَش پَرَک» به معنی پریدن از روی آتش مرسوم است و در برخی از روستاهای این مناطق در این شب آش می‌پزند و بین همسایگان پخش می‌کنند. همچنین بعد از صرف شام هم به دیدن بستگان و همسایه‌ها می‌روند.
در قدیم زنان و دختران بهبهانی هم در شب چهارشنبه‌سوری به اماکن مقدس همچون امامزاده‌ها می‌رفتند و دو رکعت نماز حاجت می‌خواندند.
همچنین در بهبهان رسم بود که پیش از غروب آفتاب مردم به صحرا می‌رفتند و مقداری بوته خشک می‌کندند و آنها را درحیاط خانه یا در گذرگاه آتش می‌زدند و از روی آن می‌پریدند. آتش‌ها معمولاً ۳ یا ۷ کپه بودند. با غروب آفتاب و نیمه تاریک‌شدن آسمان، زن و مرد و پیر و جوان گرد هم جمع می‌شدند و از بزرگ تا کوچک هر کدام ۳ بار از روی بوته‌های افروخته می‌پریدند. اکنون هم افروختن آتش و پریدن از روی آن در بهبهان مرسوم است و اغلب هم جوانان این کار را انجام می‌دهند.

#### چهارمحال و بختیاری
مردم چهارمحال و بختیاری مانند همه مردم کشور شب چهارشنبه‌سوری را گرامی می‌دارند و در این روز جشن می‌گیرند.
مردم شهرها، روستاها و مناطق عشایری چهارمحال وبختیاری با روشن کردن آتش و پریدن از روی آن ابراز شادمانی و خرسندی می‌کنند. آنها تعداد آتش‌ها را نیز مانند سبزه‌ها فرد می‌گیرند و معتقدند پریدن از روی آتش زوج شگون ندارد.
در نقاط مختلف این استان ۳، ۷ یا ۱۱ کپه کوچک آتش برمی‌افروزند و بعد از روی این آتش‌ها می‌پرند. در گذشته خاکستر آتش را یکی از دختران جوان به بیرون از خانه می‌برد و اهالی خانه در منزل را به روی او می‌بستند و با این کار نیت می‌کردند تا در سال جدید ازدواج کند. در مناطق بختیاری‌نشین چهارمحال و بختیاری به چهارشنبه‌سوری «چهارشنبه سیری» یا «تش پرک» می‌گویند. بین آنها رسم است ۳ بار از روی آتش بپرند و هربار که می‌پرند این ابیات را بخوانند: «تش تش نوروز ایکنم / شادی هر روز ایکنم / سرخی تو سی مو / زردی مو سی تو»
«کوزه‌شکنی» از دیگر مراسم شب چهارشنبه‌سوری در چهارمحال و بختیاری بود. به‌طوری که دختران و پسران بختیاری روی بلندی‌ها و پشت‌بام‌ها می‌رفتند و کوزه‌ها و ظروف سفالین کهنه را به پایین انداختند و می‌شکستند.
یکی دیگر از آداب اصیل شب چهارشنبه‌سوری، رسم «قاشق‌زنی» است. در چهارمحال و بختیاری دخترها سراندازی روی سر و صورت خود می‌انداختند تا شناخته نشوند، آنگاه یک ظرف و قاشق برمی‌داشتند و به در خانه‌ها می‌رفتنند و به جای کوبیدن، قاشق را به ظرف می‌زدند تا صاحبخانه متوجه حضور آنها بشود. صاحبخانه هم بیرون می‌آمد و نسبت به توان مالی خود، در ظرف آنها شیرینی، برنج، سنجد یا پولی می‌گذاشت.
آداب و رسوم اصیل شب چهارشنبه سوری هنوز هم در میان بختیاری‌ها با همان آب و تاب اجرا می‌شود و بسیار هم دیدنی است، اما این مراسم در میان بختیاری‌های اصیل، بدون چوب‌بازی و تیراندازی کامل نخواهد بود. چوب‌بازی یک بازی مردانه است و نیاز به دو طرف دارد.

#### بیرون از ایران
ایرانیان بیرون از ایران به ویژه در اروپا و آمریکا و کانادا چند دهه است که جشن‌های نوروزی را از جمله چهارشنبه سوری به صورت گروهی برگزار می‌کنند.
از دوره بوش رؤسای جمهور آمریکا هر سال پیام نوروزی برای ایرانیان می‌فرستند. در روز چهارشنبه سوری ۱۳۹۳ برای اولین میشل اوباما در مراسم سفره نوروزی کاخ سفید سخنرانی کرد و باراک اوباما در پیام خود گفت:
«با درود، نوروزتان مبارک و پیروز. هفته پیش همسر من میشل کمک کرد تا در اینجا نوروز را جشن بگیریم. این جشن بزرگداشتی بود برای فرهنگهای گوناگون، غذا، موسیقی و دوستی جوامع مهاجری که هر روزه خدمات فوق‌العاده‌ای در ایالات متحده ارائه می‌کنند.»

## استفاده از مواد محترقه
برخی معتقدند در سال‌های اخیر چهارشنبه‌سوری با حرکت به سوی خشونت، تحریف و استحاله شده است و از اصالت خود فاصله گرفته است. امروزه، استفاده از مواد محترقه و آتش‌زا که بعضاً دست‌ساز و خطرناک هستند رایج است و جایگزین آیین‌های کهن شده است. در چند سال گذشته، این شب همواره دارای آمار آسیب‌دیدگی و گاهی دارای تلفات جانی بوده است. به عنوان مثال در سال ۱۳۸۹ طبق گفته رئیس اورژانس کشور، ۵ فوتی و ۱۵ معلولیت در حوادث این مراسم رخ داد.

## منتقدان
جشن آتش در واقع پیش‌درآمد جشن نوروز است که نوید دهنده رسیدن بهار و تازه شدن طبیعت است. کوروش نیکنام، موبد زرتشتی و پژوهشگر در اینباره می‌گوید: «ما زرتشتیان در کوچه‌ها آتش روشن نمی‌کنیم و پریدن از روی آتش را زشت می‌دانیم».
در سال‌های اخیر، رسانه‌های ایران توجّه زیادی به خطرات احتمالی ناشی از استفاده از مواد آتش‌زا و انفجاری نشان می‌دهند.
جهانگیر اوشیدری موبد موبدان ایران می‌نویسد: «شک نیست که افتادن این آتش‌افروزی به شب آخرین چهارشنبه سال، پس از اسلام است، چه، ایرانیان باستان شنبه و آدینه نداشتند. چون روز چهارشنبه نزد اعراب روز شوم و نحسی بود لذا برای رفع نحسی اقداماتی می‌کردند؛ بنابراین چهارشنبه سوری جزو جشن‌های ایران باستان نیست.»
سید علی خامنه‌ای بارها این مراسم را نکوهش کرده. او در سخنرانی نوروزی خود در حرم رضوی به سال ۱۳۷۸ ضمن تقدیر و ستایش مراسم عید نوروز، چهارشنبه‌سوری را نکوهش کرد. وی قرینه‌ای برای اثبات مدعای خود آورد و گفت که دستگاه‌های تبلیغاتی بیگانه [در آن سال] برای سال تحویل چیز زیادی نگفتند ولی برای چهارشنبه‌سوری همه صحبت کردند و این درست نقطهٔ مقابل اسلام است. وی همچنین در دیدار با جمعی از کارگردانان در سال ۱۳۸۵ از ایشان خواست که ارزش‌های ملی و دینی را تقویت کنند و افزود: «وقتی ارزش ملی می‌گوییم ذهن نباید فوراً به سمت چهارشنبه‌سوری برود. ارزش ملی یعنی احساس استقلال یک ملت، استقلال فرهنگی» در اسفندماه سال ۱۳۸۸، او در پاسخ به سؤالی دربارهٔ مراسم چهارشنبه‌سوری، این مراسم را «مستلزم ضرر و فساد» دانست و خواستار اجتناب ازآن شد.
مرتضی مطهری دربارهٔ این موضوع به روزنامه روزان گفته بود: مثلاً چهارشنبه سوری برای ایرانیان باستان که زرتشتی بودند قابل توجیه بود که از آتش مدد برای سلامتی می‌خواستند (زردی من از تو سرخی تو از من) اما برای یک مسلمان پذیرفته نیست و شرک است چرا که نباید از غیر خدا مدد خواست، همان‌طور که اگر از ائمه اطهار هم مستقیماً چیزی بخواهیم شرک است. اما چهارشنبه سوری به شکل فعلی که به شکل ترقه درکردن و شادی کردن درآمده موضوع دیگری است و ممکن است اشکال اعتقادی نداشته باشد. ناصر مکارم شیرازی از مراجع تقلید شیعه نیز آتش‌بازی چهارشنبه‌سوری را «حرام»، «یک سنت خرافی» و «اسراف در مال» خوانده است. عبدالله جوادی آملی از دیگر مراجع تقلید شیعه نیز چهارشنبه سوری را «خلاف عقل و شرع و سنتی پوچ و سیئه» دانسته و افزود که ترقه بازی، «اتلاف مال بوده و حرام» است. احمد خاتمی، امام جمعه موقت تهران نیز گفته است که «چهارشنبه‌سوری در شأن ملت ایران نیست» و نیز «دشمنان می‌خواهند با پراهمیت جلوه دادن نمادهای ملی نسبت به جلوه‌های دینی، دین را در جامعه کم‌رنگ کنند، آن‌ها با بزرگ کردن چهارشنبه‌سوری، نوروز و نظایر این‌ها می‌خواهند به این هدف نایل شوند».

## تقابل سنت و حکومت در ایران
هر سال، جشن‌های چهارشنبه‌سوری باعث ایجاد تنش میان مردم ایران و نظام جمهوری اسلامی ایران می‌شود، زیرا این رویداد به عنوان یک تهدید ایدئولوژیک، عقیدتی و امنیتی در نظر گرفته می‌شود. این جشن از سوی نهادهای دینی جمهوری اسلامی به عنوان یک رسم غیر اسلامی و خرافی تلقی می‌شود. در کنار این ابعاد دینی، حکومت ایران نگرانی‌هایی سیاسی نیز دارد، چرا که این جشن باعث تجمعات عمومی گسترده در فضاهای باز می‌شود – امری که مقامات سعی در جلوگیری از آن دارند، زیرا ممکن است به بستری برای اعتراضات ضدحکومتی تبدیل شود. به همین دلیل، نیروهای امنیتی هرساله اقدام به محدود کردن این جشن، بازداشت برخی از شرکت‌کنندگان و انتشار هشدارهای عمومی در مورد خطرات حضور در این رویداد می‌کنند.
تقابل میان حکومت و مردم در چهارشنبه‌سوری نشان‌دهنده تنش عمیق‌تر میان هویت ملی-ایرانی و هویت دینی-اسلامی در جمهوری اسلامی است. از یک سو، حکومت تلاش دارد تا ماهیت اسلامی کشور را تثبیت کرده و از اهمیت آیین‌های پیشااسلامی بکاهد. از سوی دیگر، مردم همچنان به برگزاری جشن‌هایی مانند نوروز و چهارشنبه‌سوری ادامه می‌دهند، که به عنوان نمادهای میراث فرهنگی و ملی ایران محسوب می‌شوند. در برخی موارد، این رویدادها به محملی برای ابراز نارضایتی از حکومت تبدیل شده‌اند، به طوری که معترضان از این فرصت برای سر دادن شعارهای سیاسی و نمایش مخالفت خود استفاده می‌کنند. با وجود سرکوب دولتی، این جشن‌ها همچنان برگزار می‌شوند، که نشان‌دهنده قدرت سنت و شکاف میان مردم و حاکمیت دینی است.